# Chloromelas coati
Chloromelas coati är en tvåvingeart som beskrevs av Lindner 1951. Chloromelas coati ingår i släktet Chloromelas och familjen vapenflugor.
Artens utbredningsområde är Peru. Inga underarter finns listade i Catalogue of Life.